# Municipio de Dawt
El municipio de Dawt (en inglés: Dawt Township) es un municipio ubicado en el condado de Ozark en el estado estadounidense de Misuri. En el año 2010 tenía una población de 492 habitantes y una densidad poblacional de 7,3 personas por km².

## Geografía
El municipio de Dawt se encuentra ubicado en las coordenadas 36°35′37″N 92°16′26″O / 36.59361, -92.27389. Según la Oficina del Censo de los Estados Unidos, el municipio tiene una superficie total de 67.44 km², de la cual 66,69 km² corresponden a tierra firme y (1,11 %) 0,75 km² es agua.

## Demografía
Según el censo de 2010, había 492 personas residiendo en el municipio de Dawt. La densidad de población era de 7,3 hab./km². De los 492 habitantes, el municipio de Dawt estaba compuesto por el 94,92 % blancos, el 2,64 % eran amerindios y el 2,44 % eran de una mezcla de razas. Del total de la población el 4,27 % eran hispanos o latinos de cualquier raza.